# Maarten van Dulm
Maarten Hendrik van Dulm (født 4. august 1879 i Arnhem, død 25. april 1949 i Wassenaar) var en nederlandsk søofficer og fægter, som deltog i de olympiske lege 1924 i Paris og 1928 i Antwerpen.
Ved OL 1924 stillede van Dulm op i sabelfægtning, både individuelt og som del af det nederlandske hold. I den individuelle konkurrence blev han nummer fire i den indledende pulje med to sejre og tre nederlag. Resultatet var tilstrækkeligt til at sende ham i semifinalen, som blev endestationen for ham, idet han i sin pulje vandt to og tabte seks kampe. I holdkampen vandt Nederland sine tre indledende kampe mod USA, Uruguay og Polen; van Dulm deltog kun i kampen mod Uruguay, hvor han vandt to og tabte to af sine matcher. I kvartfinalen var Nederlandene i pulje med Argentina og Spanien; det blev til nederlag til Argentina på 10-6, men van Dulm vandt alle sine tre matcher, mens det blev til sejr på 12-4 over Spanien med tre sejre og ét nederlagt til van Dulm. I semifinalen vandt Nederlandene 9-7 over Frankrig; her tabte van Dulm alle sine tre matcher. I finalerunden tabte Nederlandene til Ungarn og Italien, men vandt over Tjekkoslovakiet, hvorved holdet vandt bronzemedaljer. Van Dulm var ikke med i nogle af disse kampe, men fik alligevel medaljen sammen med holdkammeraterne Jetze Doorman, Adrianus de Jong, Hendrik Scherpenhuizen, Jan van der Weil og Henri Wijnoldij-Daniels.
Van Dulm var igen med på holdet, der deltog i legene fire år senere i Antwerpen. I den indledende pulje vandt Nederlandene 14-2 over Tyrkiet med tre sejre og ét nederlag til van Dulm. I semifinalen var hollænderne i pulje med Italien, Polen og Belgien. Det blev til nederlag til de to førstnævnte og sejr over Belgien - alle kampe var uden van Dulms deltagelse. Resultatet blev en delt femteplads til Nederlandene.
Van Dulm trådte ind i det nederlandske søværn i 1900 og steg i graderne, til han endte som viceadmiral. Han var 1934-1936 chef for den nederlandske østasiatiske flåde.